# Hanuš Pluh z Rabštejna
Jan (častěji však uváděn jako Hanuš) Pluh z Rabštejna, pán na Bečově i v Tachově (německy Johann/Hans Pflug von Rabenstein auf Petschau und Tachau, † 14. srpna 1537) byl šlechtic ze starého českého rodu Pluhů z Rabštejna, pán z Rabštejna-Bečova. Byl vyýznamným podnikatelem v oblasti težby rud v severozápadních Čechách a zastával významné úřady v Českém království za vlády Ferdinanda I.

## Život

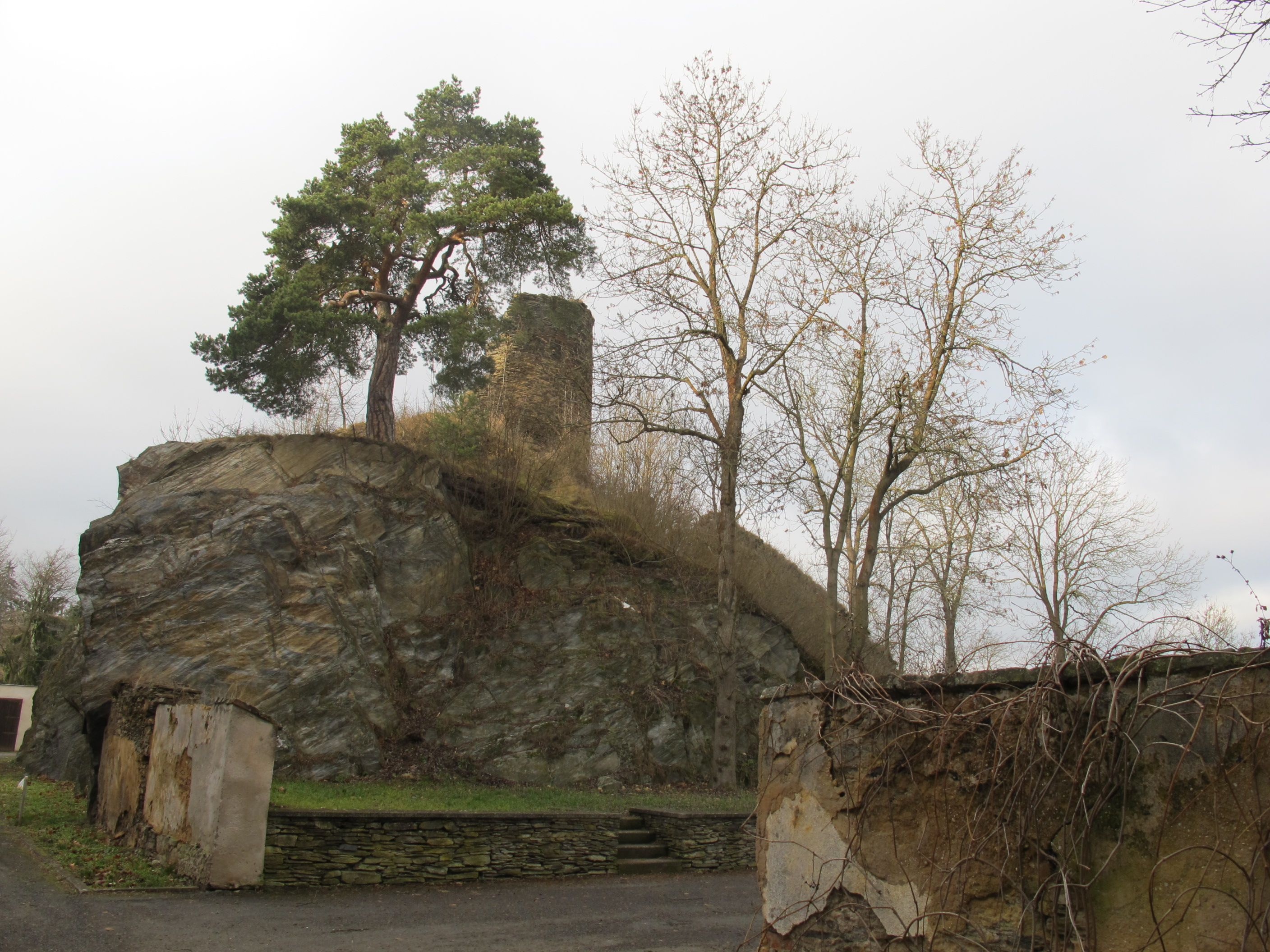
Pozůstatky hradu Rabštejn

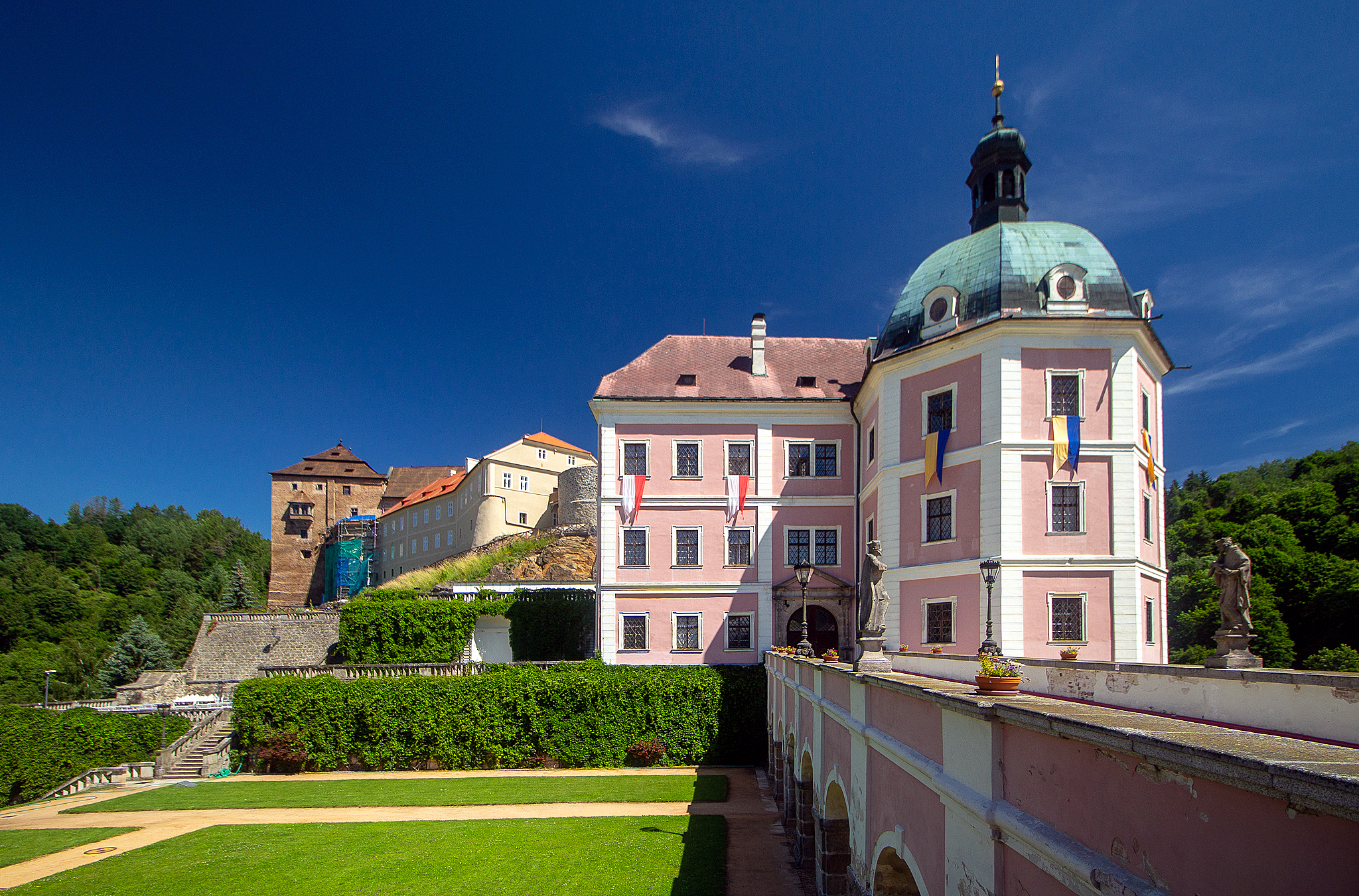
Zámek a hrad v Bečově

Na konci 15. století zahájil Hanuš Pluh z Rabštejna v císařském  Slavkovském lese těžbu cínu. Získal těžební práva v horních městech Horní Slavkov, Krásno nad Teplou a Čistá u Rovné, což mu přineslo významné zisky. Ty pak použil kolem roku 1495 k zakoupení města Bečova nad Teplou a nechal přestavět tamní hrad vypálený husity. 
Kromě toho investoval do těžby rud v Jáchymověa dále získal zástavní obce Nečtiny, Tachov a Chodovou Planou, čímž se stal jedním z nejbohatších šlechticů v Čechách.
Od roku 1533 až do své smrti byl zemským maršálkem a nejvyšším kancléřem Českého království. 

### Závěr života a odkaz
Hanuš Pluh z Rabštejna zemřel 14. srpna 1537 bez vlastních potomků. Své statky odkázal svému synovci Kašparovi, který je dále úspěšně spravoval. O deset let později Za šmalkaldské války (1546–1547) však Kašpar stál v čele stavovského povstání proti Ferdinandu I., protože se obával o své velké zisky z cínových dolů. Česká stavovská hotovost z roku 1547 se měla shromáždit v okolí Bečova nad Teplou pod Kašparovým vedením, aby byla poslána na pomoc Šmalkaldskému spolku.[1] Po porážce německých evangelíků v bitvě u Mühlberka v dubnu 1547 byl Kašpar Pluh z Rabštejna odsouzen k smrti a konfiskaci majetku, zachránil se pouze útěkem do Míšně, kde zůstal až do smrti císaře Ferdinanda (1564) a nástupu jeho syna Maxmiliána II. Poté se mohl vrátil do Čech, kde mu byly některé majetky, s výjimkou Bečova, vráceny. Žil a zemřel v Sokolově roku 1585.